# Niederpappenheim
Niederpappenheim ist ein Gemeindeteil der Stadt Pappenheim im Landkreis Weißenburg-Gunzenhausen (Mittelfranken, Bayern). Niederpappenheim liegt in der Gemarkung Pappenheim.

## Geographische Lage
Das Kirchdorf Niederpappenheim liegt auf der Fränkischen Alb an der Altmühl südlich von Pappenheim, westlich des Pappenheimer Gemeindeteils Zimmern und nördlich des Pappenheimer Gemeindeteils Übermatzhofen. An Niederpappenheim führt die Staatsstraße 2230 vorbei. Nördlich des Gemeindeteils geht die Kreisstraße WUG 9 als Langenaltheimer Straße vorbei, von der unmittelbar nach der Bahnunterführung die Niederpappenheimer Straße abzweigt. Nordwestlich befindet sich der Pappenheimer Haltepunkt der Bahnstrecke München–Treuchtlingen.

## Geschichte
Niederpappenheim ist erstmals 802 als „alto (= tiefes, niederes) Pappinheim“ erwähnt, als am 12. November die Adelige Reginsind, wohl eine Gaugrafentochter aus dem Sualafeldgau, und ihr Sohn Perahdolch/Berahtold ihren dortigen Besitz dem Kloster St. Gallen schenkte. 1035 übergab der Lechsgemünd-Graisbacher Graf Luitger dem von ihm begründeten Benediktinerinnen-Kloster St. Walburg in Eichstätt als Stiftungsgut alle seine Güter in Pabinheim mit allen Zehnten. Laut dem Pappenheimer Urbar von 1214 war der Kloster-Meierhof zu Niderbappenheim der Herrschaft Pappenheim für die Vogtei abgabepflichtig; außerdem zinsten ein dortiger Hof und ein Gütlein an die Grafen. 1368 ging der Zehent von Conrad dem Stiurer an Heinrich von Pappenheim über. 1373 bestätigte dieser und der Prior des Augustinerklosters Pappenheim, dass das Kloster St. Walburg das Recht auf die Kirche von Niederpappenheim besitzt. 1437 übertrug das Eichstätter Kloster dem Pappenheimer Kloster das Kirchenlehen und Widumrecht. Das Salbuch des Pappenheimer Klosters von 1537 besagt, dass ein Hof zu „Nyder Bappenheim“ an die Herrschaft Pappenheim zinste.
Am Ende des Alten Reiches bestand Niederpappenheim außer der Kirche aus zwei Anwesen, nämlich einem Hofgut und einer Papiermühle, die der Herrschaft Pappenheim gehörten.
Bei der territorialen Neustrukturierung im neuen Königreich Bayern kam Niederpappenheim 1808 innerhalb des bis 1848 bestehenden Justizamtes Pappenheim zum Steuerdistrikt Pappenheim. Im Zuge der Gemeindebildung von 1818 konnten nach Pappenheimer Bemühungen und einem Prozess Niederpappenheim und die Grafenmühle 1831 in die Stadtgemeinde Pappenheim eingegliedert werden. Heute ist der Gemeindeteil geprägt von den umgebenden Fabrikationsgebäuden.

### Einwohnerzahlen
- 1818: 16 Einwohner[8]
- 1824: 17 Einwohner[8]
- 1829: 14 Einwohner (2 Familien)[9]
- 1861: 22 Einwohner, 6 Wohngebäude[10]
- 1950: 73 Einwohner, 8 Wohngebäude[8]
- 1961: 84 Einwohner, 8 Wohngebäude[11]

## Baudenkmäler

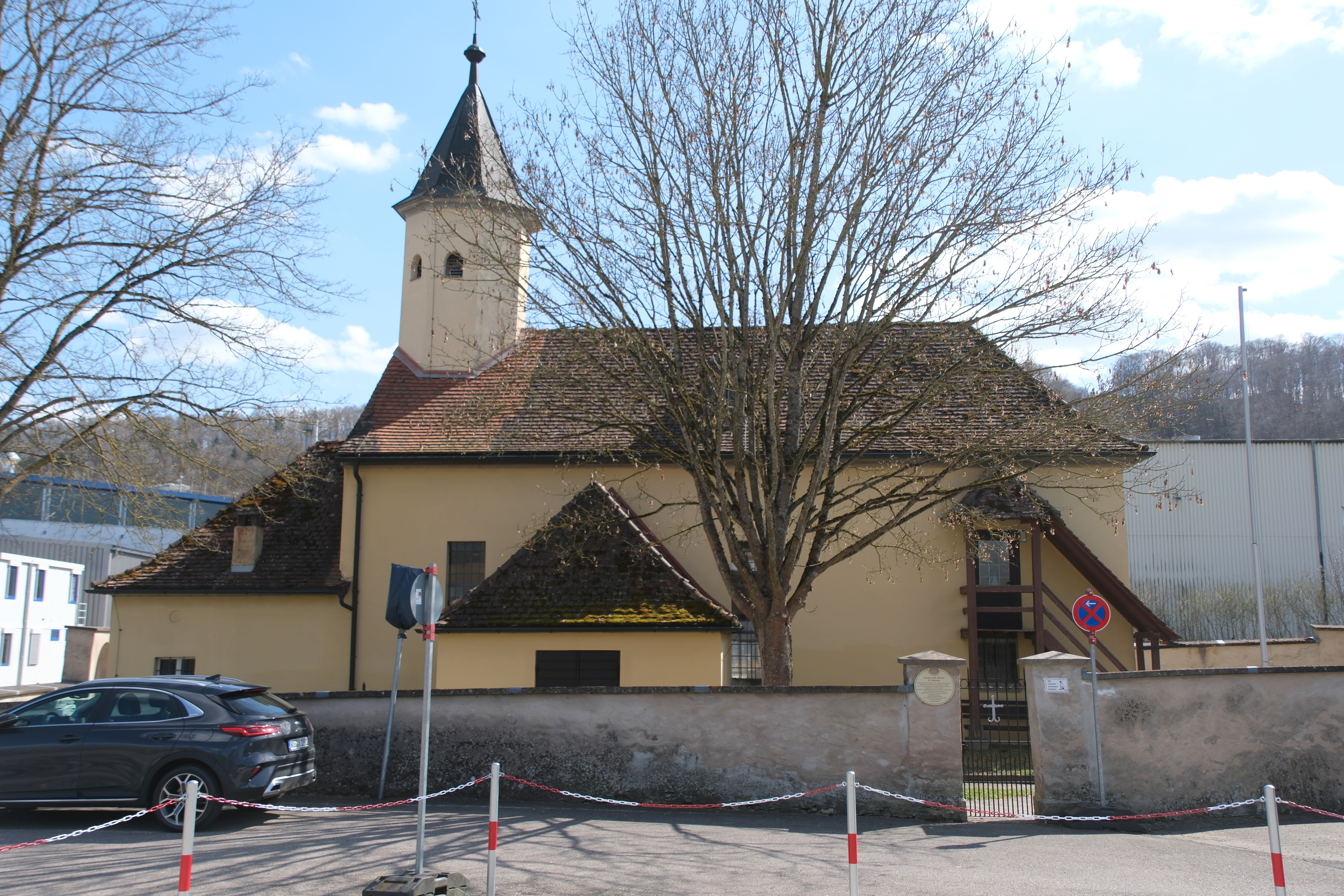
St. Michael

Die evangelisch-lutherische Kirche St. Michael steht im Südosten des wohnbebauten Gemeindeteils an der Niederpappenheimer Straße 16. Nach einer eher unglaubwürdigen Quelle von 1554 soll Papst Leo IX. 1050 die St.-Michaels-Kapelle geweiht haben. Mit der Reformation wurde der Sakralbau evangelisch-lutherisch. Die Saalkirche wurde im 17. Jahrhundert mehrfach erneuert und 1777 fast völlig neu gebaut. Sie hat im Osten einen Dachreiter mit Spitzhelm.